# Marc Antoni l'Orador
Marc Antoni l'Orador (en llatí Marcus Antonius Orator) (circa 143 - 87 aC) va ser un magistrat romà de l'etapa republicana.
Va néixer el 143 aC. Pertanyia a la família plebea dels Antonius (Gens Antònia), i va ser un dels més distingits oradors de la seva època. Va començar el seu cursus honorum com a qüestor l'any 113 aC, i va ser elegit pretor el 102 aC amb potestat proconsular de la regió de Cilícia. Durant el seu mandat va lluitar contra els pirates de la Mediterrània amb tal èxit que el senat romà va aprovar va concedir els honors del triomf naval el 102 aC.
Va ser escollit llavors cònsol l'any 99 aC juntament amb Aulus Postumi Albí, i es va oposar als seguidors de Saturní, i a la llei agrària proposada pel tribú Sext Tici. L'any 97 aC, va ser censor, i acusat de malversació per Marc Duroni, però fou absolt.
Va conservar el mandat a la guerra social de l'any 90 aC. Durant la guerra civil entre Gai Mari i Sul·la, Antoni va donar suport a aquest últim. Aquest fet li va costar la vida, ja que quan Gai Mari i Lluci Corneli Cinna van obtenir el control de Roma l'any 87 aC el van capturar i el van condemnar a mort. El comandant Publius Annius li va tallar el cap i el va portar a Gai Mari.
Durant tota la seva carrera política va continuar exercint com a defensor o acusador als tribunals romans. La moderna reputació d'Antoni sobre la seva eloqüència deriva de l'autoritat de Ciceró, ja que no es conserva cap dels seus discursos. És un dels principals oradors a l'obra de Ciceró De Oratore, i pel que en diu el text, el seu estil era eloqüent i natural, no artificial, i es distingia per la seva força i energia. Una obra seva, De Ratione Dicendi, és citada per Ciceró. Va tenir una filla, Antònia, i dos fills, Marc Antoni Crètic i Gai Antoni Hibrida, els quals no van compartir la seva excel·lent reputació. El primer va ser el pare del famós general i triumvir Marc Antoni.
Encara que els seus discursos no s'han conservat, es coneixen els temes dels que parlaven:
- Defensa de si mateix contra l'acusació d'incest amb una vestal.
- Discurs contra Gneu Papiri Carbó derrotat pels cimbres el 113 aC.
- Discurs contra Sext Tit tribú del poble el 99 aC.
- Defensa de Marc Aquil·li, acusat d'extorsió al govern de Sicília el 98 aC.
- Defensa de si mateix per l'acusació de malversació de Duroni.
- Defensa de Norbà acusat de causar la destrucció pels cimbres d'un exèrcit romà.